# Dekanat Koźle
Dekanat Koźle – jeden z 36 dekanatów w rzymskokatolickiej diecezji opolskiej.
W skład dekanatu wchodzi 9 parafii:
- Parafia Nawiedzenia Najświętszej Maryi Panny w Cisku
- Parafia Najświętszej Maryi Panny Królowej Świata w Kędzierzynie-Koźlu
- Parafia św. Zygmunta i św. Jadwigi Śląskiej w Kędzierzynie-Koźlu
- Parafia Nawiedzenia Najświętszej Maryi Panny w Łężcach
- Parafia św. Jakuba w Mechnicy
- Parafia św. Sebastiana w Pokrzywnicy
- Parafia św. Urbana w Reńskiej Wsi
- Parafia Najświętszego Serca Pana Jezusa w Straduni
- Parafia św. Urbana w Większycach

## Historia
Archiprezbiterat (odpowiednik dekanatu w dawnej diecezji wrocławskiej) w Koźlu był jednym z dwunastu na jakie w średniowieczu dzielił się archidiakonat opolski diecezji wrocławskiej.